# Allure (film)
Pour les articles homonymes, voir Allure.
Pour plus de détails, voir Fiche technique et Distribution.
Allure est un film canadien écrit et réalisé par Carlos Sanchez et Jason Sanchez (en), sorti en 2017 ,.

## Synopsis
Laura (Evan Rachel Wood), une femme de trente ans qui n'a eu que des échecs dans ses rencontres intimes, reprend espoir lorsqu'elle rencontre Eva (Julia Sarah Stone), une jeune pianiste talentueuse de seize ans désillusionnée par la vie que sa mère lui impose.
Cette relation improbable se forme malgré tout, et Eva devient une obsession pour Laura.

## Fiche technique
- Titre : Allure
- Réalisation et scénario : Carlos et Jason Sanchez
- Photographie : Sara Mishara
- Montage : Jesse Riviere et Elisabeth Olga Tremblay
- Musique : Olivier Alary
- Producteurs : Luc Déry et Kim McCraw
- Sociétés de production : Seville International, Les Films Christal, Les Films Seville et micro_scope
- Société de distribution : Les Films Christal (Canada), Samuel Goldwyn Films (États-Unis)
- Pays d'origine :  Canada
- Lieu de tournage : Montréal, Québec, Canada
- Langue d'origine : Anglais
- Genre : drame, romance saphique, thriller
- Durée : 105 minutes
- Dates de sortie :
  -  États-Unis :
    - 6 janvier 2018 (Festival international du film de Palm Springs)
    - 16 mars 2018 (sortie nationale)

  -  Canada :
    - 10 septembre 2017 (Festival international du film de Toronto)
    - 6 avril 2018 (sortie nationale)

## Distribution
- Evan Rachel Wood : Laura Drake
- Julia Sarah Stone : Eva
- Denis O'Hare : William
- Maxim Roy : Nancy
- Joe Cobden : Benjamin
- Yardly Kavanagh : l'employée de bureau #1
- Teresa Picciano : l'employée de bureau #2
- Lara Binamé : la serveuse
- Nick Baillie : le petit ami de Nancy
- Kenny Wong : le garçon avec Laura
- Michael Dozier : le détective
- Jonathan Shatzky : l'homme mince
- Max Laferriere : l'homme trapu